# Фрайман Антон Львович
Антон Львович Фрайман (5 [18] січня 1908, Виступовичі, Овруцький повіт, Волинська губернія — 9 травня 1972, Ленінград, СРСР) — радянський історик, декан історичного факультету ЛДУ, дослідник воєн та революцій. Доктор історичних наук, професор. Підполковник.

## Біографія
Народився у селі Виступовичі (нині на Житомирщині), в єврейській родині. Був одним із представників «першого покоління» марксистських істориків. У період «деканської чехарди» кінця 1930-х років призначений на посаду декана Історичного факультету СПбГУ (призначення відбулося 1939 року після відставки попереднього декана К. А. Успенського). Однак репресії, що продовжувалися, зокрема, і проти вчених, змусили А. Л. Фраймана (як і попередніх деканів) вже наприкінці 1939 року залишити факультет.
Разом з М. В. Нечкіною в 1938 році звертався до ЦК ВКП(б) і до Омеляна Ярославського, одного з авторів «Короткого курсу історії ВКП(б)» з приводу необхідності виправлення допущених ще в газетному варіанті «Короткого курсу» неточностей. Однак це звернення залишилося без відповіді.
Незадовго до початку німецько-радянської війни став викладачем Військово-політичної морської академії. Ряд викладачів академії (наприклад, історики С. Б. Окунь та В. Г. Ревуненков) у роки війни служили в політуправліннях різних формувань РСЧФ. Ймовірно, також служив А. Л. Фрайман. В 1944 році він став автором методичного посібника «Героїчна боротьба моряків за радянську владу, за справу Леніна-Сталіна в роки громадянської війни», адресованого політрукам. На момент видання був у званні майора. Згодом — підполковник.
Після війни працював у Ленінградському відділенні Інституту Історії АН СРСР. Випустив низку робіт з історії воєн та революцій. В 1954 році захистив дисертацію на здобуття наукового ступеня доктора історичних наук на тему «Боротьба за перемогу Великої Жовтневої соціалістичної революції в Україні». У 1964—1965 і 1969—1971 роках був професором на кафедрі Історії СРСР (згодом, після поділу кафедр у 1968 році, на кафедрі Історії радянського суспільства).
Був редактором збірки «Боротьба більшовиків за встановлення радянської влади в Петроградській губернії» (1972). Брав активну участь у підготовці різних збірок спільно з інститутом історії та ЦДАІПД СПб.
Помер 1972 року в Ленінграді.

## Основні праці

### Монографії та статті
- Скасування кріпосного права у Росії. — Л. Газетно-журнальне та книжкове видавництво Ленінградської Ради РК і КД, 1939.
- Розгром німецьких розбійників у 1918 р. — М., 1941.
- Матеріал до теми: Героїчна боротьба моряків за радянську владу, за справу Леніна-Сталіна в роки громадянської війни / Майор А. Л. Фрайман. [Б. м.]: [б. в.], 1944.
- Харків у Великій Жовтневій соціалістичній революції // Питання історії, 1948. № 8[9].
- Боротьба за перемогу Великої Жовтневої соціалістичної революції в Україні. — Л., 1954.
- Дев'яте січня 1905 року. — Л., 1955.
- Підготовка Великої Жовтневої соціалістичної революції в Україні. Збірник документів і матеріалів // Питання історії, 1955. № 11.
- Р. Н. Мордвінов. Курсом «Аврори». Формування Радянського Військово-Морського Флоту та початок його бойової діяльності (листопад 1917 — березень 1919 рр.) (Рецензія) // Питання історії, 1963. № 7.
- Революційний захист Петрограда в лютому — березні 1918 — М., 1964.
- Форпост соціалістичної революції. — Л., 1969.

### Редактор та укладач
- Крах німецької окупації на Псковщині: Збірник документів / упоряд. А. Л. Фрайман. — Л. Газетно-журнальне та книжкове видавництво Ленінградської Ради РК і КД, 1939.
- Жовтневе збройне повстання. Сімнадцятий рік у Петрограді / відп. ред. А. Л. Фрайман; АН СРСР. Інститут історії. Ленінградське відділення. — Л. .: Наука, 1967. У 2-х томах.
- Ленін у Жовтні та перші роки Радянської влади / за ред. А. Л. Фраймана. — Л. .: Наука, 1970.
- Боротьба більшовиків за встановлення радянської влади у Петроградській губернії / Відп. ред. А. Л. Фрайман. — Л. .: Наука, 1972.